# Alcea grossheimii
Alcea grossheimii är en malvaväxtart som beskrevs av Modest Mikhaĭlovich Iljin. Alcea grossheimii ingår i släktet stockrosor, och familjen malvaväxter. Inga underarter finns listade i Catalogue of Life.